# 磁光碟
磁光碟（magneto-optical disc, MO disc）是一種記錄介質，其使用紅光激光束和磁場進行磁記錄，並使用激光進行讀取。簡稱為MO、MO光碟、MO盤。最早的磁光盤介質和對應產品是發售於1985年的5.25英寸MO光驅，1991年IBM發售了3.5英寸驅動器。這些規格的碟在2000年代淡出市場。
它的讀取原理是基于磁光克爾效應（英語：Magneto-optic Kerr effect，縮寫: MOKE）。磁光碟由对温度敏感的磁性材料制成。Sony推出的用于音乐的MiniDisc，实际上就是一种小型化的磁光碟。
3.5" MO常見的容量和扇區大小
- 128MB: 512Bytes/Sector
- 230MB: 512Bytes/Sector
- 540MB: 512Bytes/Sector
- 640MB: 2048Bytes/Sector
- 1.3GB: 2048Bytes/Sector
- 2.3GB: 2048Bytes/Sector

（其中容量超過1GB的型號稱為“GIGAMO”）

## 圖片庫

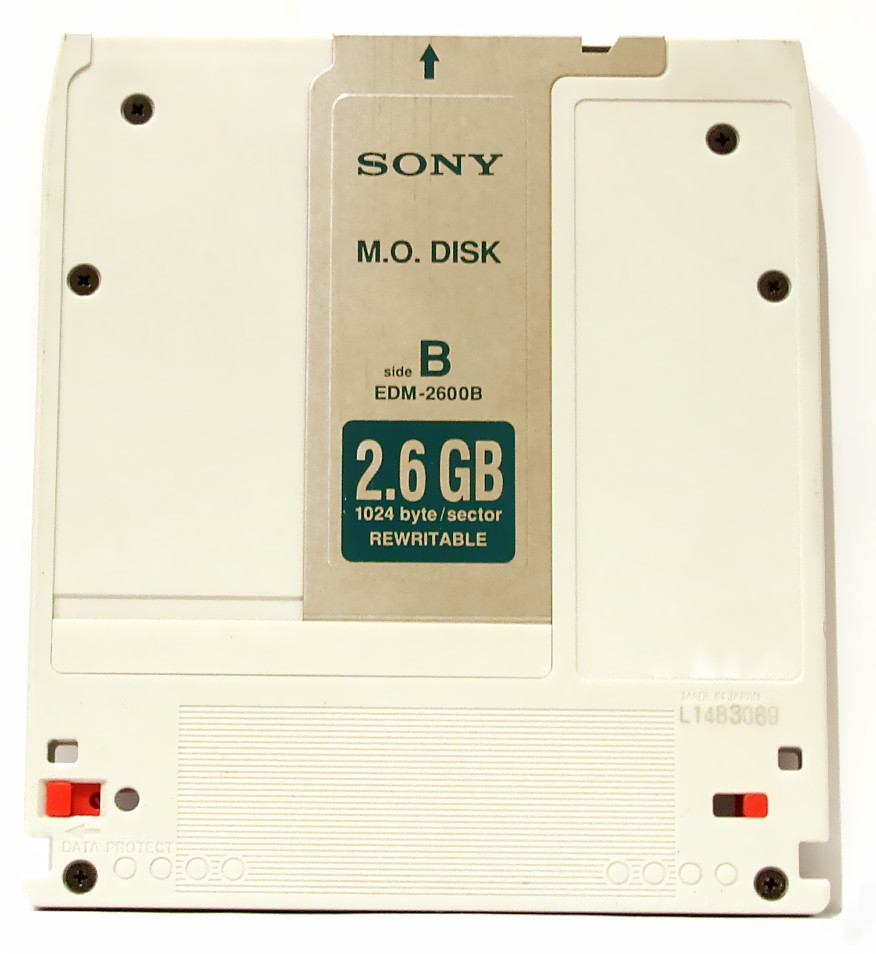
Sony 130mm 2.6GB 磁光碟
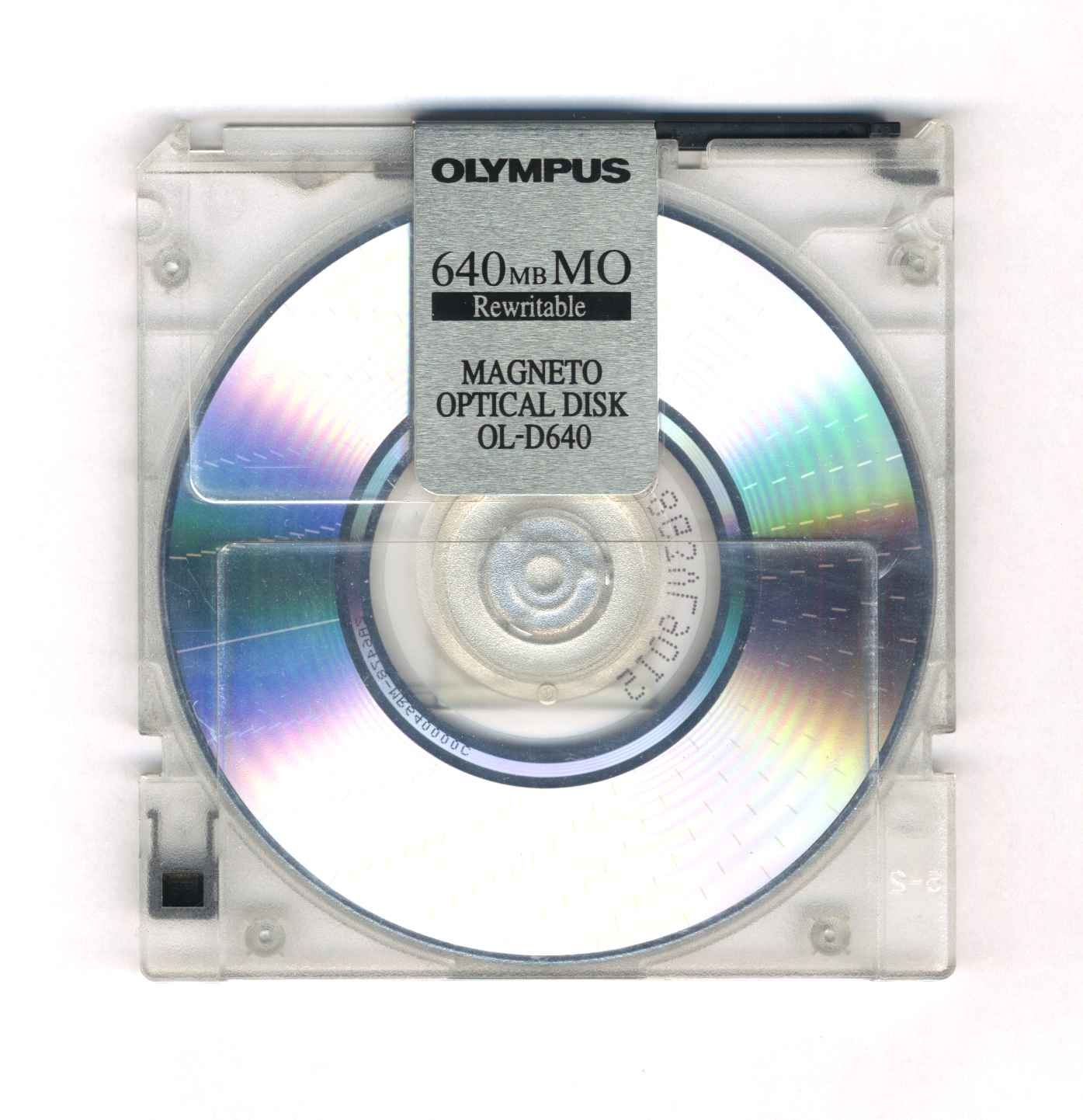
Olympus 90mm 640MB 磁光碟
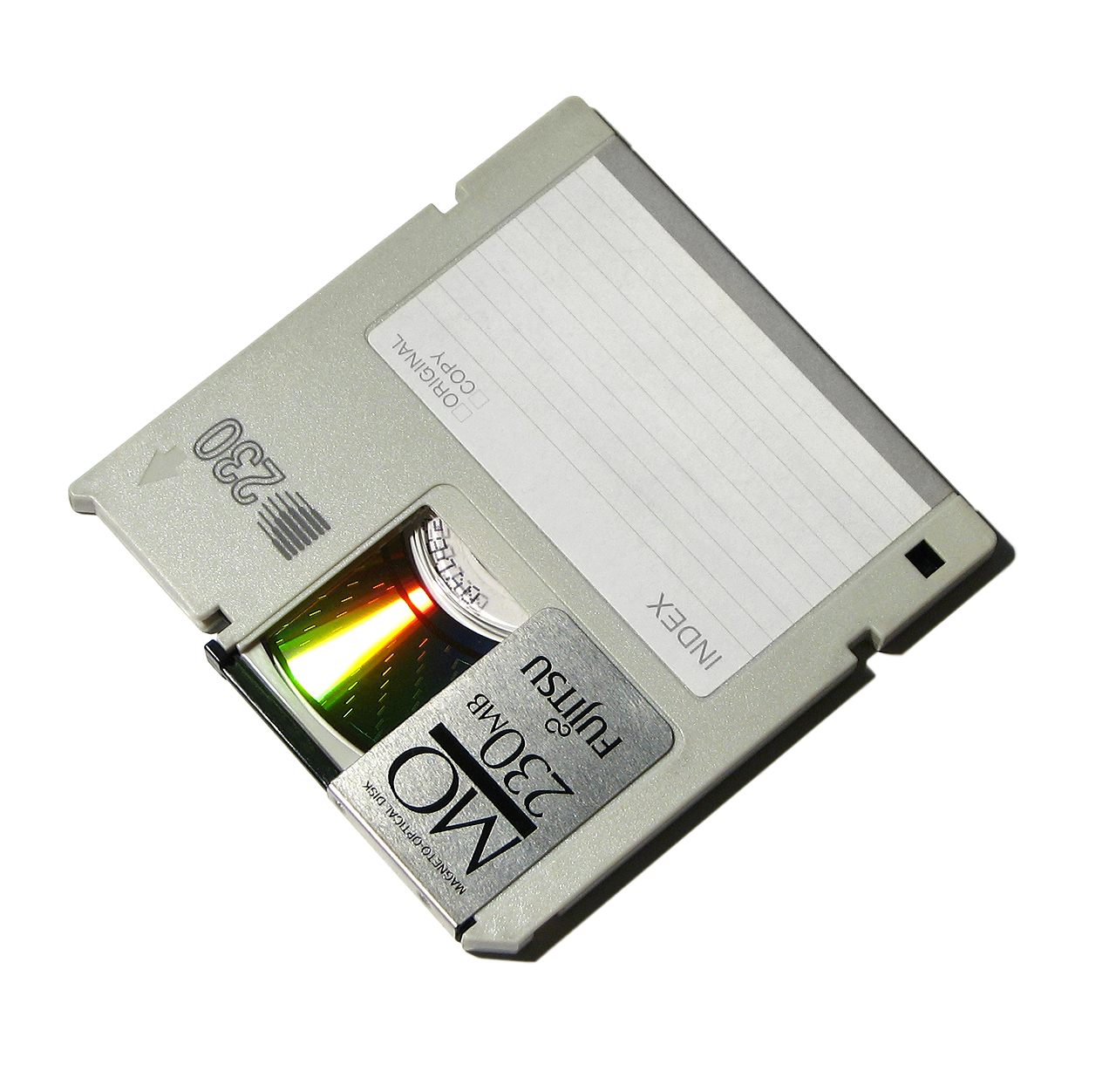
富士通 90mm 230MB 磁光碟
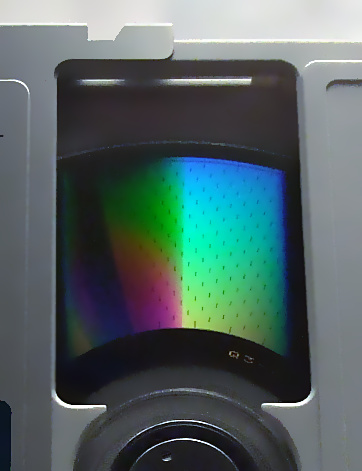
磁光碟的讀寫口
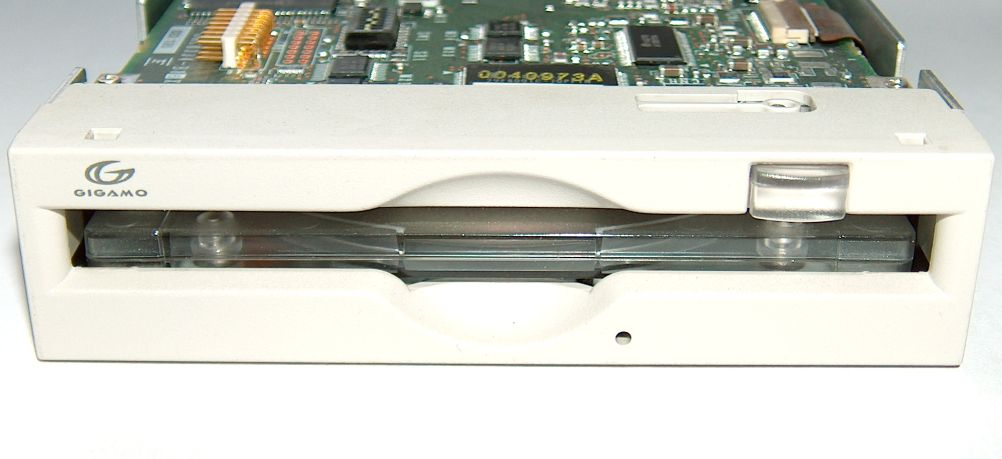
可讀寫「GIGAMO」碟片的內接式磁光碟機
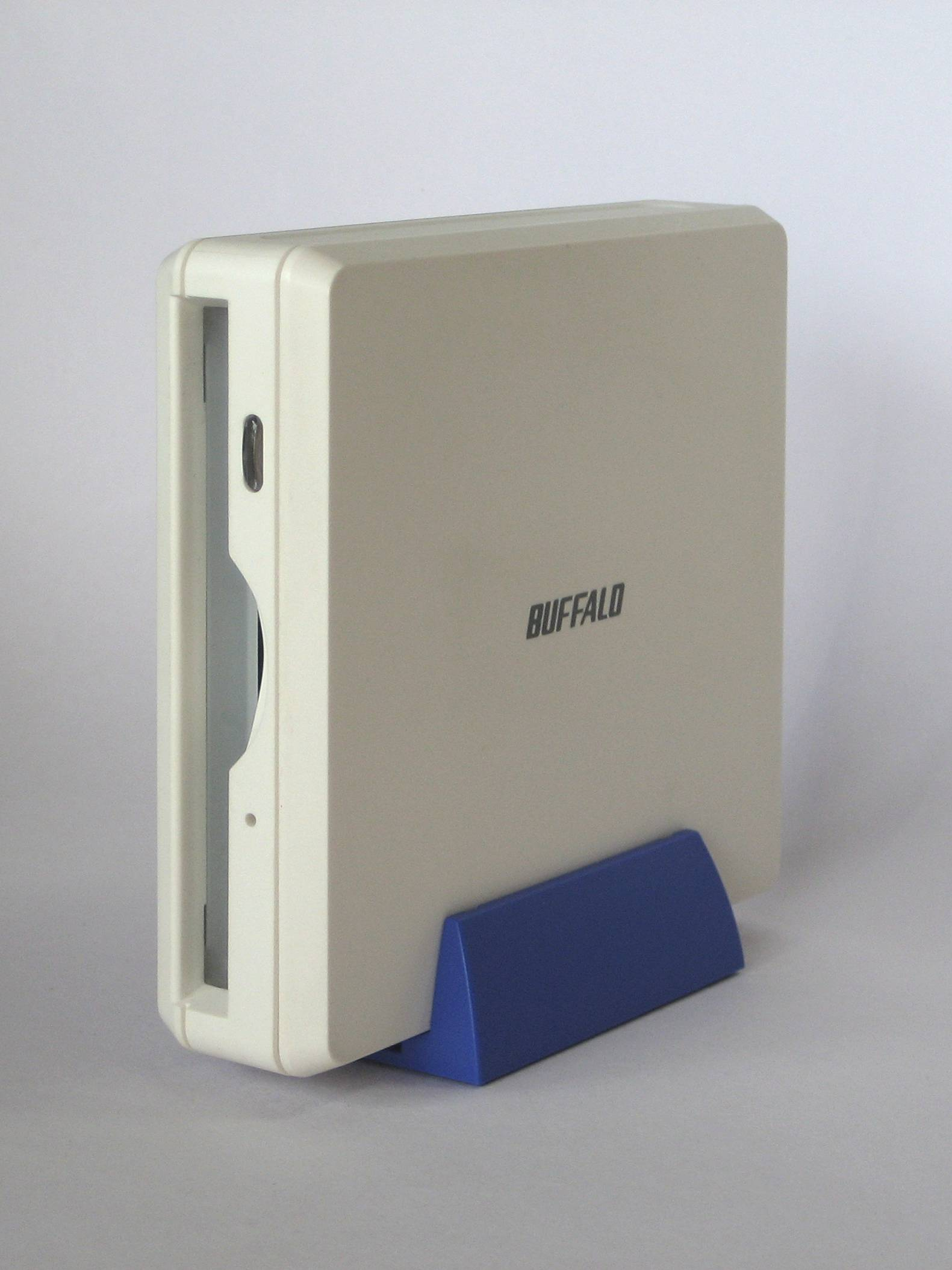
巴比祿 640MB 外接式磁光碟機

## 參看
- 超密度光碟
- DVD-RAM
- M-DISC
- 爵士可擴充硬碟（Jaz drive）
- DAT

### 引用
1. ↑  . Museum of Obsolete Media. 2014-04-04  [2020-09-02]. （原始内容存档于2020-06-12） （英国英语）.
2. ↑  . www-03.ibm.com. 2012-03-07  [2020-09-02]. （原始内容存档于2018-08-15） （美国英语）.
3. ↑  . 1998-11-05  [2020-09-02]. （原始内容存档于2017-12-07） （日语）.
4. ↑  . 2001-03-21  [2020-09-02]. （原始内容存档于2010-01-06） （日语）.